# Goswin (Osnabrück)
Goswin (auch: Gefwin † 850 in Fulda) war ab 829 Bischof von Osnabrück.
Über Goswin ist nur wenig bekannt. Vermutlich war er als Missionsbischof von Ludwig dem Frommen nach Osnabrück gesandt worden. Im Jahr 833 mischte er sich in den Streit zwischen Kaiser Ludwig dem Frommen und seinen beiden Söhnen aus erster Ehe ein, indem er sich der Verschwörung der Söhne gegen den Vater anschloss. Dies wird in den Querimonia Egilmari, den Klageschriften des Bischofs Egilmar von Osnabrück an Stephan V. (Papst) aus dem Jahr 890 wegen der Zehntrechte, die dem Bistum Osnabrück von den Klöstern Corvey und Herford entfremdet wurden, geschildert, wobei seine genauen Vergehen gegen den Kaiser nicht bekannt sind. Als Ludwig sich später gegen seine Gegner durchsetzte, floh Goswin in das Kloster Fulda, in welchem er im Jahr 850 dann verstarb.